# ورونگو
ورونگو (به سوئدی: Vrångö) یک منطقهٔ مسکونی در سوئد است که در بخش یوتبری واقع شده‌است. ورونگو ۰٫۴۰ کیلومتر مربع مساحت و ۳۶۴ نفر جمعیت دارد.